# Nabor Castillo
Nabor Castillo (4 de outubro de 1990 - Hidalgo) é um judoca mexicano que participou das Olimpíadas de 2012 na categoria até 60 kg. Perdeu nas oitavas de final para o italiano Elio Verde, saindo da competição.